# Arturo Whiteside Toro
Arturo Whiteside Toro (6 de junio de 1869-Quellón, bajo Velahué, 26 de mayo de 1905) fue un oficial de la Armada de Chile que alcanzó el grado de capitán de navío. Destacó desde su ingreso a la Escuela Naval y en toda su carrera naval por su inteligencia y capacidad. Se suicidó a bordo del crucero Presidente Pinto, del cual era su comandante, cuando se varó en el bajo Velahué en Quellón, Chiloé.

## Primeros años de vida
Nació el 6 de junio de 1869. Ingresó a la Escuela Naval el 3 de febrero de 1883, y egresó el 14 de enero de 1886 con el grado de guardiamarina de segunda. Durante su paso por la Escuela Naval destacó por ocupar los primeros lugares de su curso.

## Carrera naval

### Guardiamarina
El 14 de enero de 1886 egresó de la Escuela Naval con el grado de guardiamarina de segunda. Se embarcó en la corbeta Abtao en la que navegó por el sur de Chile, Isla de Pascua y Centroamérica. El 25 de enero de 1887 ascendió a guardiamarina de primera estando a bordo del blindado Cochrane. Mientras su buque estuvo en reparaciones en Inglaterra recorrió el Mediterráneo en naves de la Armada francesa. En 1889 regresó a Chile embarcándose en la corbeta O'Higgins.

### Teniente - Capitán de corbeta
Siendo teniente 2° participó en la Guerra Civil de 1891 y en octubre ascendió a teniente 1° embarcándose en el blindado Cochrane. En 1892 fue transbordado a la corbeta Pilcomayo. En 1895 fue destinado a la Escuela Naval como oficial ayudante y profesor.  En septiembre de 1896 ascendió a capitán de corbeta. En 1898 cumplió transbordo al blindado Cochrane.

### Capitán de Fragata - Capitán de navío
En 1899 fue comandante del acorazado Capitán Prat y en 1900 del transporte Angamos. En 1901 fue nombrado director de la Escuela de Aspirantes a Ingenieros de la Armada. En 1904 tomó el mando del crucero Presidente Pinto con el que efectuó trabajos hidrográficos en el sur del país.

### Suicidio

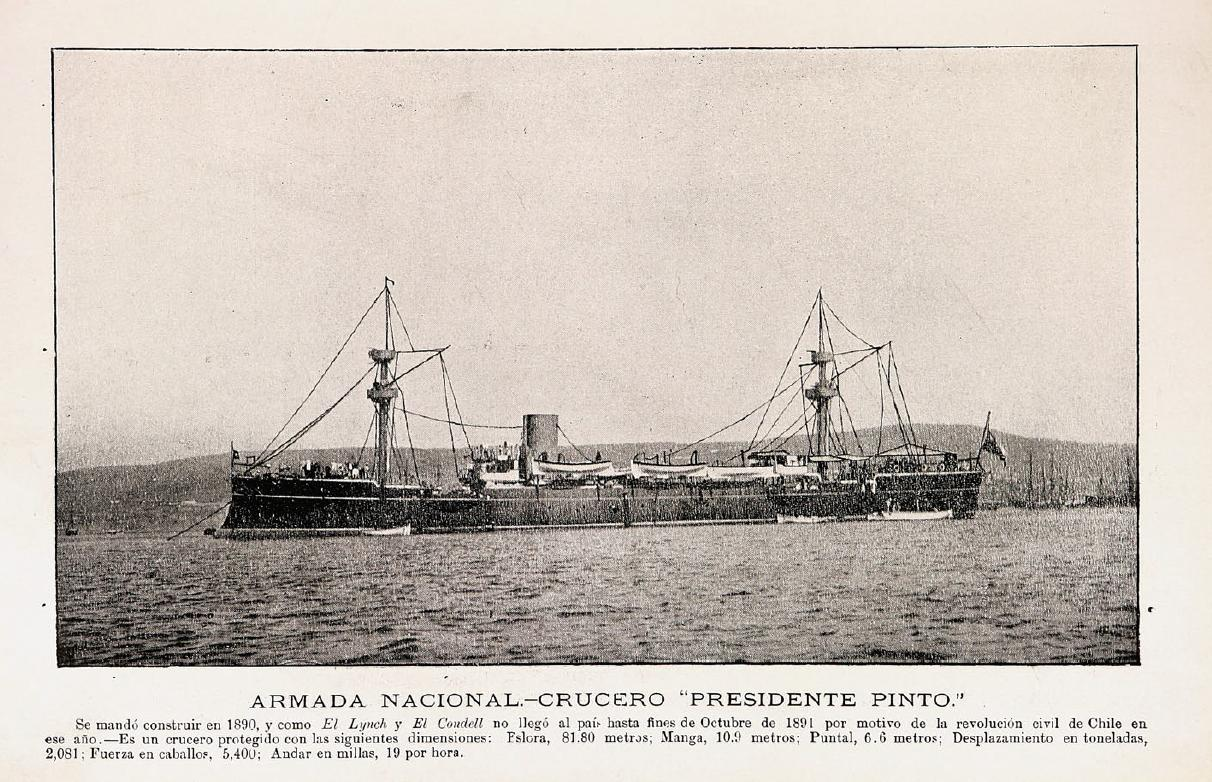
Crucero Presidente Pinto.

En mayo de 1905 el Presidente Pinto se encontraba en la región de Chiloé estudiando la mejor ubicación de las diferentes estaciones de telegrafía sin hilos en las costas patagónicas. De regreso al norte, recaló en Quellón para aprovisionarse de carbón. Terminada la faena, el 26 de mayo, al zarpar en medio de una densa neblina, el crucero se varó en los bajos de Velahué. Tras la pérdida de su buque y salvado el personal, Whiteside se suicidó.